# Azerbaiyán en el Festival de la Canción de Eurovisión 2021
Azerbaiyán participó en el LXV Festival de la Canción de Eurovisión, celebrado en Róterdam, Países Bajos del 18 al 22 de mayo del 2021, tras la victoria de Duncan Laurence con la canción «Arcade». La İctimai Televiziya decidió mantener a la representante de Azerbaiyán de la cancelada edición de 2020, la cantante Efendi para participar en la edición de 2021, siendo presentada en el mes de marzo la canción «Mata Hari» con la cual competirían.
Dentro del festival, Efendi logró clasificarse dentro de la semifinal 1 tras obtener una sumatoria de 138 puntos, colocándose en el 8° lugar. Finalmente, Azerbaiyán se clasificaría en 20.ª posición con una sumatoria de 65 puntos: 32 del jurado profesional y 33 del televoto.

## Historia de Azerbaiyán en el Festival
Azerbaiyán debutó en la edición de Belgrado 2008 tras dos años intentando participar. Desde entonces, el país ha participado 12 ocasiones en el concurso, siendo uno de los países más exitosos durante sus primeras participaciones, y habiendo clasificado a todas las finales hasta 2017. Ganó el festival en 2011 con el dúo Ell/Nikki y la canción «Running Scared» con 221 puntos. Así mismo, consiguió mantener una racha de 5 años dentro del Top 5. Ha logrado clasificarse dentro de los 10 mejores en un total de 7 participaciones.
El representante para la edición cancelada de 2020 era Efendi con la canción urbana «Cleopatra». En 2019, el cantante seleccionado internamente Chingiz, terminó en 8.ª posición con 302 puntos en la gran final, con el tema «Truth».

## Representante para Eurovisión

### Elección Interna
Azerbaiyán confirmó su participación en el Festival de la Canción de Eurovisión 2021 en marzo de 2020. Azerbaiyán anunció, que al igual que la mayoría de los países participantes, volvió a seleccionar como representante a la participante elegida para la edición de 2020, la cantante  Efendi. La televisora Ictimai abrió el plazo de recepción de temas el 7 de enero de 2021, preseleccionando 6 el 9 de febrero: «Mata Hari», «Ratata», «When I’m gone», «Manifesto», «Breathing you» y «Owe you pretty». El tema urbano con toques étnicos «Mata Hari» fue presentado el 15 de marzo de 2021 junto al videoclip. El tema fue compuesto por Amy van der Wel, Luuk van Beers y Tony Cornelissen y Efendi declaró sobre la canción: «La canción trata sobre el poder de las mujeres, que te cautivan con su aplomo, que te sorprenden con su fuerza infinita y que te conmueven de formas misteriosas. Las mujeres en la sociedad se asocian habitualmente con la ternura, el cuidado y la debilidad, pero para algunas de ellas, la vida ha preparado lecciones crueles que no todos los hombres pueden manejar»

## En Eurovisión
De acuerdo a las reglas del festival, todos los concursantes inician desde las semifinales, a excepción del anfitrión (en este caso, Países Bajos) y el Big Five compuesto por Alemania, España, Francia, Italia y Reino Unido. La producción del festival decidió respetar el sorteo ya realizado para la edición cancelada de 2020 por lo que se determinó que el país, tendría que participar en la primera semifinal. En este mismo sorteo, se determinó que participaría en la segunda mitad de la semifinal (posiciones 8-16). Semanas después, ya conocidos los artistas y sus respectivas canciones participantes, la producción del programa dio a conocer el orden de actuación, determinando que Azerbaiyán participara en la decimocuarta posición, precedida por Rumania y seguido de Ucrania.
Los comentarios para Azerbaiyán corrieron por parte de Murad Arif para televisión. Los portavoces de la votación del jurado profesional azerí fueron los cantantes, representantes de Azerbaiyán y ganadores en 2011 Eldar Qasımov y Nigar Jamal.

### Semifinal 1
Efendi tomó parte de los primeros ensayos el 9 y 12 de mayo, así como de los ensayos generales con vestuario de la primera semifinal el 17 y 18 de mayo. El ensayo general de la tarde del 17 fue tomado en cuenta por los jurados profesionales para emitir sus votos, que representan el 50 % de los puntos. Azerbaiyán se presentó en la posición 14, detrás de Ucrania y por delante de Rumania. La actuación azerí tuvo a Efendi usando un vestido corto negro acompañada por 4 bailarinas. La iluminación del recintó se tornó en colores azules, verdes y morados mientras en la pantalla LED se proyectaba una esfera dorada rodeada de placas de arte islámico en distintos colores. La pirotecnia se hizo presente en la parte final de la canción.
Al final del show, Azerbaiyán fue anunciada como uno de los 10 países finalistas. Los resultados revelados una vez terminado el festival, posicionaron a la cantante azerí en la 8.ª posición con 138 puntos, colocándose en 6° lugar de televoto con 91 puntos, y obteniendo la 11.ª posición del jurado profesional con 47 puntos.

### Final
Durante la rueda de prensa de los ganadores de la primera semifinal, se realizó el sorteo en el que se decidió en que mitad participaría cada finalista. Azerbaiyán fue sorteada para participar en la segunda mitad de la final (posiciones 14-26). El orden de actuación revelado durante la madrugada del viernes 21 de mayo, en el que se decidió que Azerbaiyán debía actuar en la posición 21 por delante de Francia y detrás de Noruega.
Durante la votación final, Azerbaiyán se colocó en la 19.ª posición del jurado profesional con 32 puntos. Posteriormente, se reveló su puntuación del televoto: un 17° lugar con solo 33 puntos, que le dieron la sumatoria final de 65 puntos, finalizando en 20.ª posición. Esta se convirtió en la segunda peor participación de Azerbaiyán en la gran final, hasta el momento.

### Votación

#### Puntuación otorgada a Azerbaiyán

##### Semifinal 1
| Jurado             | Jurado                  | Jurado                 | Jurado                                   | Jurado                                  |
| 12 puntos          | 10 puntos               | 8 puntos               | 7 puntos                                 | 6 puntos                                |
| ------------------ | ----------------------- | ---------------------- | ---------------------------------------- | --------------------------------------- |
|                    |                         | - Eslovenia            | - Irlanda                                | - Macedonia del Norte - Malta - Noruega |
| 5 puntos           | 4 puntos                | 3 puntos               | 2 puntos                                 | 1 punto                                 |
| - Australia        | - Rusia                 | - Suecia               | - Países Bajos                           |                                         |
| Televoto           |                         |                        |                                          |                                         |
| 12 puntos          | 10 puntos               | 8 puntos               | 7 puntos                                 | 6 puntos                                |
|                    | - Rusia - Ucrania       | - Croacia - Malta      | - Israel - Macedonia del Norte - Rumania | - Noruega                               |
| 5 puntos           | 4 puntos                | 3 puntos               | 2 puntos                                 | 1 punto                                 |
| - Bélgica - Italia | - Chipre - Países Bajos | - Eslovenia - Lituania | - Alemania                               | - Australia - Suecia                    |

##### Final
| Jurado    | Jurado                                | Jurado                                    | Jurado                                              | Jurado               |
| 12 puntos | 10 puntos                             | 8 puntos                                  | 7 puntos                                            | 6 puntos             |
| --------- | ------------------------------------- | ----------------------------------------- | --------------------------------------------------- | -------------------- |
|           |                                       | - Rusia                                   |                                                     | - Moldavia           |
| 5 puntos  | 4 puntos                              | 3 puntos                                  | 2 puntos                                            | 1 punto              |
| - Georgia |                                       | - Ucrania                                 | - Albania - Irlanda - Israel - Países Bajos - Suiza |                      |
| Televoto  |                                       |                                           |                                                     |                      |
| 12 puntos | 10 puntos                             | 8 puntos                                  | 7 puntos                                            | 6 puntos             |
|           |                                       |                                           |                                                     |                      |
| 5 puntos  | 4 puntos                              | 3 puntos                                  | 2 puntos                                            | 1 punto              |
|           | - Bulgaria - Rumania - Rusia - Serbia | - Georgia - Macedonia del Norte - Ucrania | - Croacia - Grecia - Israel                         | - Moldavia - Noruega |

#### Puntuación otorgada por Azerbaiyán
| Puntos    | Jurado    | Televoto |
| --------- | --------- | -------- |
| 12 puntos | Rusia     | Israel   |
| 10 puntos | Malta     | Noruega  |
| 8 puntos  | Ucrania   | Rusia    |
| 7 puntos  | Rumania   | Ucrania  |
| 6 puntos  | Suecia    | Malta    |
| 5 puntos  | Croacia   | Rumania  |
| 4 puntos  | Eslovenia | Chipre   |
| 3 puntos  | Irlanda   | Lituania |
| 2 puntos  | Bélgica   | Croacia  |
| 1 punto   | Israel    | Suecia   |

| Puntos    | Jurado   | Televoto   |
| --------- | -------- | ---------- |
| 12 puntos | Rusia    | Israel     |
| 10 puntos | Grecia   | Italia     |
| 8 puntos  | Moldavia | Ucrania    |
| 7 puntos  | Malta    | Noruega    |
| 6 puntos  | Ucrania  | Rusia      |
| 5 puntos  | Suecia   | Finlandia  |
| 4 puntos  | Francia  | Suiza      |
| 3 puntos  | Bélgica  | San Marino |
| 2 puntos  | Portugal | Francia    |
| 1 punto   | Bulgaria | Moldavia   |

##### Desglose
El jurado azerí estuvo compuesto por:
- Sevda Alekbarzadeh
- Fuad Alishov
- Vagif Gerayzada
- Zamig Huseynov
- Atari Jafarova

| Semifinal 1 | Semifinal 1         | Semifinal 1                | Semifinal 1                | Semifinal 1                | Semifinal 1                | Semifinal 1                | Semifinal 1                | Semifinal 1                | Semifinal 1                | Semifinal 1                |
| N.º         | País                | Jurado                     | Jurado                     | Jurado                     | Jurado                     | Jurado                     | Jurado                     | Jurado                     | Televoto                   | Televoto                   |
| N.º         | País                | Jurado A                   | Jurado B                   | Jurado C                   | Jurado D                   | Jurado E                   | Ranking                    | Puntos                     | Ranking                    | Puntos                     |
| ----------- | ------------------- | -------------------------- | -------------------------- | -------------------------- | -------------------------- | -------------------------- | -------------------------- | -------------------------- | -------------------------- | -------------------------- |
| 01          | Lituania            | 11                         | 9                          | 10                         | 14                         | 9                          | 15                         |                            | 8                          | 3                          |
| 02          | Eslovenia           | 7                          | 6                          | 6                          | 10                         | 8                          | 7                          | 4                          | 13                         |                            |
| 03          | Rusia               | 1                          | 1                          | 3                          | 3                          | 3                          | 1                          | 12                         | 3                          | 8                          |
| 04          | Suecia              | 3                          | 14                         | 1                          | 12                         | 5                          | 5                          | 6                          | 10                         | 1                          |
| 05          | Australia           | 15                         | 15                         | 13                         | 4                          | 10                         | 13                         |                            | 12                         |                            |
| 06          | Macedonia del Norte | 14                         | 12                         | 15                         | 5                          | 12                         | 14                         |                            | 15                         |                            |
| 07          | Irlanda             | 12                         | 2                          | 14                         | 6                          | 15                         | 8                          | 3                          | 14                         |                            |
| 08          | Chipre              | 8                          | 11                         | 7                          | 11                         | 7                          | 11                         |                            | 7                          | 4                          |
| 09          | Noruega             | 13                         | 8                          | 9                          | 13                         | 6                          | 12                         |                            | 2                          | 10                         |
| 10          | Croacia             | 4                          | 7                          | 5                          | 8                          | 14                         | 6                          | 5                          | 9                          | 2                          |
| 11          | Bélgica             | 10                         | 5                          | 4                          | 15                         | 13                         | 9                          | 2                          | 11                         |                            |
| 12          | Israel              | 9                          | 13                         | 12                         | 7                          | 4                          | 10                         | 1                          | 1                          | 12                         |
| 13          | Rumania             | 6                          | 10                         | 2                          | 2                          | 11                         | 4                          | 7                          | 6                          | 5                          |
| 14          | Azerbaiyán          | -------------------------- | -------------------------- | -------------------------- | -------------------------- | -------------------------- | -------------------------- | -------------------------- | -------------------------- | -------------------------- |
| 15          | Ucrania             | 2                          | 4                          | 8                          | 9                          | 2                          | 3                          | 8                          | 4                          | 7                          |
| 16          | Malta               | 5                          | 3                          | 11                         | 1                          | 1                          | 2                          | 10                         | 5                          | 6                          |

| Final | Final        | Final                      | Final                      | Final                      | Final                      | Final                      | Final                      | Final                      | Final                      | Final                      |
| N.º   | País         | Jurado                     | Jurado                     | Jurado                     | Jurado                     | Jurado                     | Jurado                     | Jurado                     | Televoto                   | Televoto                   |
| N.º   | País         | Jurado A                   | Jurado B                   | Jurado C                   | Jurado D                   | Jurado E                   | Ranking                    | Puntos                     | Ranking                    | Puntos                     |
| ----- | ------------ | -------------------------- | -------------------------- | -------------------------- | -------------------------- | -------------------------- | -------------------------- | -------------------------- | -------------------------- | -------------------------- |
| 01    | Chipre       | 10                         | 16                         | 23                         | 21                         | 19                         | 19                         |                            | 15                         |                            |
| 02    | Albania      | 20                         | 10                         | 19                         | 25                         | 18                         | 20                         |                            | 21                         |                            |
| 03    | Israel       | 11                         | 17                         | 15                         | 12                         | 14                         | 16                         |                            | 1                          | 12                         |
| 04    | Bélgica      | 16                         | 15                         | 7                          | 19                         | 2                          | 8                          | 3                          | 17                         |                            |
| 05    | Rusia        | 1                          | 1                          | 3                          | 3                          | 3                          | 1                          | 12                         | 5                          | 6                          |
| 06    | Malta        | 5                          | 7                          | 12                         | 2                          | 1                          | 4                          | 7                          | 12                         |                            |
| 07    | Portugal     | 12                         | 3                          | 14                         | 8                          | 12                         | 9                          | 2                          | 25                         |                            |
| 08    | Serbia       | 24                         | 18                         | 10                         | 11                         | 24                         | 18                         |                            | 18                         |                            |
| 09    | Reino Unido  | 23                         | 22                         | 24                         | 22                         | 25                         | 24                         |                            | 22                         |                            |
| 10    | Grecia       | 6                          | 6                          | 2                          | 1                          | 8                          | 2                          | 10                         | 11                         |                            |
| 11    | Suiza        | 15                         | 2                          | 17                         | 17                         | 15                         | 12                         |                            | 7                          | 4                          |
| 12    | Islandia     | 19                         | 8                          | 18                         | 16                         | 17                         | 17                         |                            | 16                         |                            |
| 13    | España       | 17                         | 21                         | 25                         | 20                         | 13                         | 21                         |                            | 24                         |                            |
| 14    | Moldavia     | 2                          | 4                          | 4                          | 5                          | 7                          | 3                          | 8                          | 10                         | 1                          |
| 15    | Alemania     | 22                         | 24                         | 21                         | 24                         | 21                         | 23                         |                            | 19                         |                            |
| 16    | Finlandia    | 13                         | 14                         | 5                          | 9                          | 11                         | 13                         |                            | 6                          | 5                          |
| 17    | Bulgaria     | 7                          | 12                         | 13                         | 6                          | 10                         | 10                         | 1                          | 20                         |                            |
| 18    | Lituania     | 21                         | 23                         | 20                         | 13                         | 22                         | 22                         |                            | 14                         |                            |
| 19    | Ucrania      | 3                          | 5                          | 9                          | 10                         | 5                          | 5                          | 6                          | 3                          | 8                          |
| 20    | Francia      | 9                          | 13                         | 16                         | 4                          | 4                          | 7                          | 4                          | 9                          | 2                          |
| 21    | Azerbaiyán   | -------------------------- | -------------------------- | -------------------------- | -------------------------- | -------------------------- | -------------------------- | -------------------------- | -------------------------- | -------------------------- |
| 22    | Noruega      | 18                         | 9                          | 8                          | 18                         | 16                         | 15                         |                            | 4                          | 7                          |
| 23    | Países Bajos | 25                         | 25                         | 22                         | 23                         | 23                         | 25                         |                            | 23                         |                            |
| 24    | Italia       | 14                         | 19                         | 6                          | 14                         | 6                          | 14                         |                            | 2                          | 10                         |
| 25    | Suecia       | 4                          | 20                         | 1                          | 15                         | 20                         | 6                          | 5                          | 13                         |                            |
| 26    | San Marino   | 8                          | 11                         | 11                         | 7                          | 9                          | 11                         |                            | 8                          | 3                          |